# Zovasar
Zovasar (in armeno Զովասար?, fino al 1978 Aghakchik) è un comune dell'Armenia di 596 abitanti (2001) della provincia di Aragatsotn.